# Црква Светог великомученика Пантелејмона у Белановцу
Црква Светог великомученика Пантелејмона у Белановцу, насељеном месту на територији општине Владичин Хан, православни је храм који припада Епархији врањској Српске православне цркве.
Црква посвећена Светом великомученику Пантелејмону подигнута је, према натпису на цркви, подигнута је 1900. године и освећена од стране Епископа нишког Никанора: Храм Свети Пантелејмон обновљен 1900. год. трудом сељана Белановца и Белишева, осветио исти, епископ нишки Никанор. Иконостас је настао у истом периоду када је подигнута црква и на њему се налазе 34 иконе.
Ово указује да је првобитна црква подигнута много раније (у средњем веку), а њена посебна карактеристика јесте близина извора Леденик, који избија директно из стене зване Соколички камен, а придају му се чудотворна и лековита својства.
Поред цркве налази се и звоник, подигнут 1931. године, о чему сведочи натпис: Ову звонару подижу белановчани с народом 27. јуна 1931. трудом Милана Васиљевића.
У периоду од 2010. до 2014. године, извршена је обнова спољне фасаде и реконструкција кровне површине.